# 松平忠吉
松平 忠吉（まつだいら ただよし）は、安土桃山時代から江戸時代にかけての武将・大名。東条松平家第4代当主、尾張清洲藩主。
江戸幕府第2代将軍徳川秀忠の同母弟。徳川四天王の一人・井伊直政の娘婿にあたる。

## 生涯
遠江浜松城下（現在の静岡県浜松市）に徳川家康の四男として生まれる。天正9年（1581年）、東条松平家第3代当主の松平家忠が病死すると、その家督を継いで三河東条城1万石を領し、祖父・広忠と父・家康の一字をそれぞれ拝領して名を松平忠康と改める。天正10年（1582年）、駿河沼津城4万石に転封される。

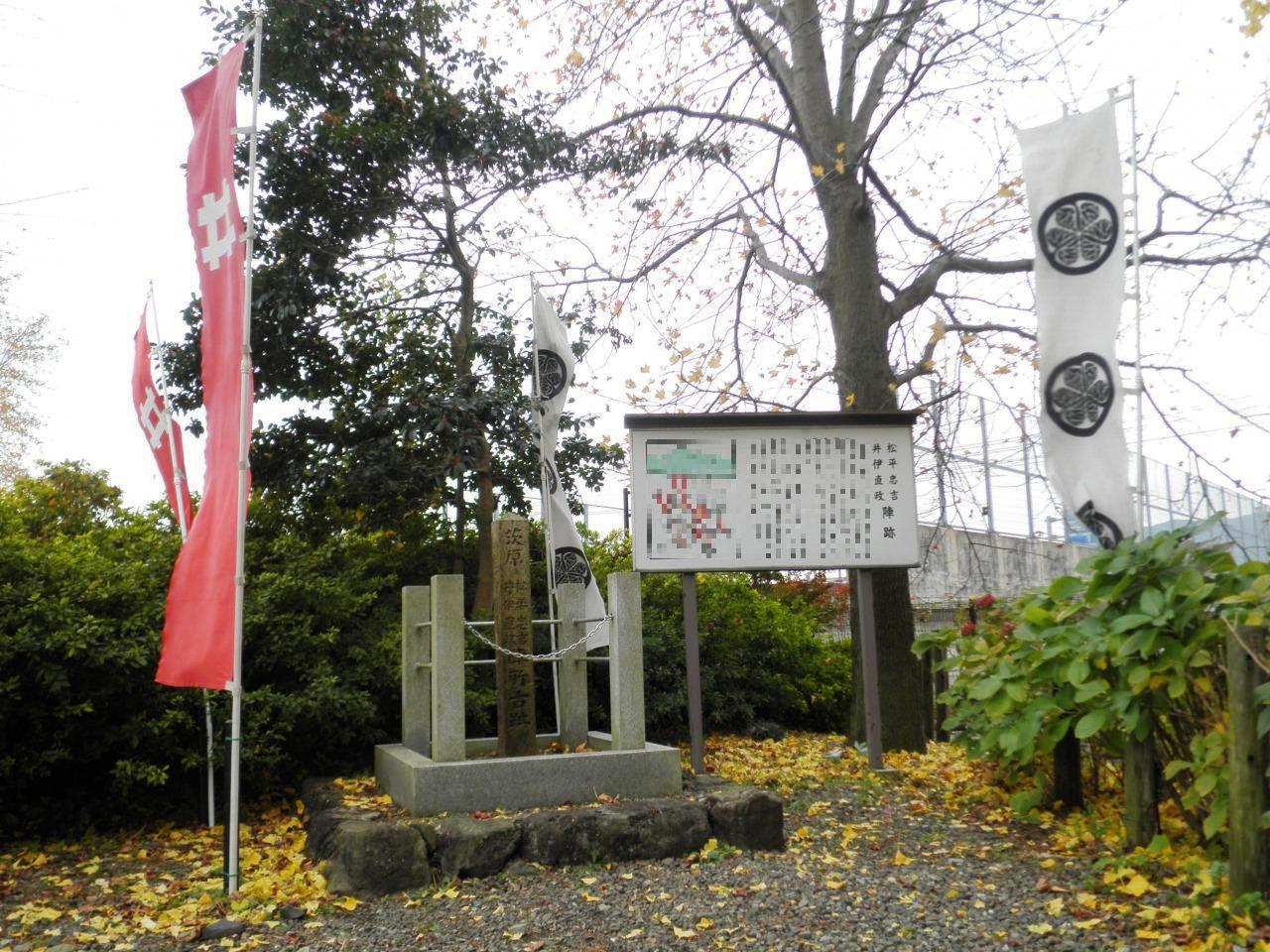
関ヶ原の戦いの松平忠吉・井伊直政陣跡（岐阜県不破郡関ケ原町）

天正16年（1588年）から天正18年（1590年）正月18日、徳川家康が出した消息には忠吉から小袖を送られた感激を表す一方、怠りなく学問に励むように諭している。短いやりとりのなかに父子の情愛が表れているもので、当代の子育ての一端を語ったものとして意義深いものである。
家康が関東へ移封されると、文禄元年（1592年）に武蔵忍城主となり10万石を与えられ、元服して忠吉と改める。
慶長5年（1600年）の関ヶ原の戦いでは会津征伐のために関東を北上して小山に到着後、家康に先んじて東海道駿河国に進んだことが秀忠書状で確認でき、旅程を考慮すれば7月25日の小山軍議以前に西進した。また当初は駿府城の城番だったが、直政の進言により家康より前に大垣方面に進んだとある。
本戦では舅の井伊直政の後見の下、初陣を飾って福島正則と先陣を争い、手傷を負うも島津豊久を討ち取るなどの功を挙げる（島津の退き口）。合戦翌日に直政が発した戦捷を伝えた書状への9月25日付結城秀康返書には、忠吉自身が高名を働き、その高名は直政が立ち添った故と、直政自身の高名と負傷に併せて記述している。
戦後、11月18日に兄秀忠と共に参内して従四位下・侍従に任じられる。また論功行賞として尾張国および美濃国に52万石を与えられ、清州城に入る。
慶長9年（1604年）には、下間仲孝に能楽の秘伝を学んでいる。しかし病に侵され、同年5月に但馬へ湯治に向かう。慶長10年（1605年）4月には従三位左近衛中将にも任官するも、10月には腫物を患い、12月には危篤状態に陥るが投薬により蘇生する。
慶長11年（1606年）に下野守から薩摩守に遷任する。4月16日、上洛中の家康に対して側近の村越直吉を介して筍を送っており、家康の機嫌を損ねることのないよう進上の際には入念な配慮を頼み、奥を仕切る阿茶局にまでその心持ちを伝えている（『武州文書』）。これは家康に対して畏怖の念を抱くと同時に大事に思っていたことの表れである。

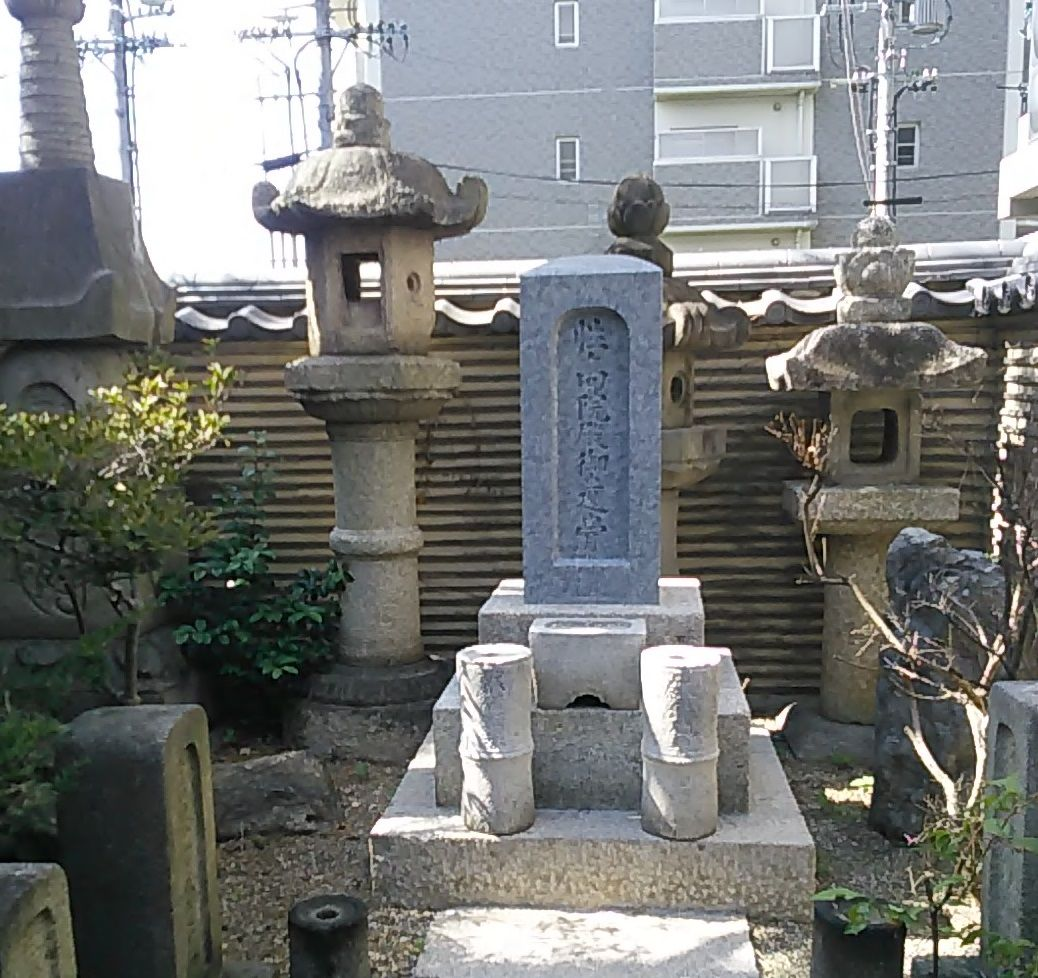
松平忠吉の墓(名古屋市性高院)

同年5月には知多郡で湯治を行ったが病は治らず、翌慶長12年（1607年）に江戸へ下向し、家康・秀忠と面会した数日後の3月5日に死去、享年28。法号は性高院殿憲瑩玄伯大居士。小笠原吉光ら4人が殉死した。
唯一の実子であった梅貞大童子が早世したため忠吉には嗣子がなく、忠吉の死をもって東条松平家は断絶となった。清洲藩は弟の五郎太（徳川義直）が継いだ。このため尾張徳川家の什宝を収蔵する徳川美術館には、忠吉の武具も収蔵されている。また、同母兄の秀忠はその死を非常に悲しんだといわれている。

## 人物
- 正しい器量を備えた美男子で人望も厚く、天下の諸侯が忠吉のためには命も惜しくないとこぞとかしずいたという（『武野燭談』）。
- 纏（旗型の馬印）として｢直鋒｣と描かれた大四半旗を用いており[5]、この他の馬印として「軍配団扇馬標」「三団子形馬標」を用いた[6][7]。また甲冑は純白の「銀箔置白糸威具足」を着用した[8]。この甲冑は岳父である井伊直政が着用する総朱の甲冑と好対照を成しており、纏の文字や実際の関ヶ原合戦での活躍から、井伊家と同じく徳川家の先鋒を任せられていた。

## 登場作品
- 徳川家康 （1983年、NHK大河ドラマ、演 : 冨家規政）
- 葵 徳川三代 （2000年、NHK大河ドラマ、演 : 寺泉憲）
- 関ケ原 （2017年、映画、演 : 吉村界人）